# Princip role
Princip role je ve fotografii jedním ze základních skladebných principů pro uspořádání prvků v obrazu. Každý prvek plní v obraze určitou úlohu, má jistý význam a hraje určitou roli. Prvky působí svým významem, účinkem a umístěním vůči ostatním prvkům a vůči rámu obrazu. Podle role, jakou mají prvky v obraze dělíme na prvky hlavní, vedlejší, rušivé a zmatečné. Fotograf musí určit, jaké prvky na snímek patří a jaké ne. Ve fotografii jsou na snímku některé prvky jen proto, že byly v realitě a se záměrem nesouvisí.
| „          | „Princip role je nejdůležitějším principem každé tvorby a ve fotografii má navíc ještě mimořádný význam vyplývající z povahy stavby snímku. Na kresbě je vždy to, co tam autor chtěl mít. Vše, co je na kresbě, musel autor vědomě a úmyslně nakreslit. Autorovi kresby se nemůže stát, že by při pohledu na hotové dílo najednou zjistil, že tam má lokomotivu, o níž vůbec neví. Kreslíř totiž postupuje přičítáním: stojí před prázdným papírem a na jeho plochu umísťuje jednotlivé požadované prvky. Tento postup fotograf napodobuje při aranžování: na prázdném stole uspořádává z přinesených předmětů zátiší. Při metodě nalézání stojí naopak před vesmírem (doslova). Z tohoto vesmíru musí vylučováním rekvizit dojít až k požadovanému snímku. Proto se mu může snadno stát („ono to tam bylo“), že ze zorného pole něco vyloučit zapomene nebo to dokonce vyloučit ani nemůže. Kdybychom to aplikovali na jinou oblast, objevil by se ve scéně z Prodané nevěsty silniční válec jen proto, že ho ještě neodvezli a režisér ho přehlédl.“ | “ |
| — Ján Šmok | |   |

Hlavní prvek je nejdůležitější část obrazu, přináší nejvíce informace, nebo nejvíce esteticky působí. Při malém počtu hlavních prvků je skladba obrazu přehlednější.
Vedlejší nebo podpůrný prvek neurčuje hlavní myšlenku, ale vhodně doplňuje, dokresluje hlavní prvky a náladu. Takovým prvkem může být vhodný doplněk, rekvizita, nebo také prostředí nebo pozadí. Vedlejší prvky mohou být potlačeny například vhodnou hloubkou ostrosti.
Rušivý prvek svou přítomností na snímku ruší, ale nemění hlavní smysl. Typickým rušivým prvkem jsou významové srostlice - splynutí dvou objektů, jako například větev trčící z hlavy portrétované osoby. Snažíme se je odstranit již při hledání záběru. Rušivé prvky se mohou ze snímku odstranit výřezem, nadržením nebo digitální retuší.
Při hodnocení podpůrných a zmatečných prvků musíme myslet na diváka, který vždy předpokládá, že vše co je umístěno „uvnitř rámu“ obrazu, je tam umístěno záměrně a má svoji funkci. Proto za záměr autora považuje i umístění těch prvků, které se dostanou do díla omylem, chybou autora.
Zmatečný prvek zcela mění smysl snímku, dá mu nečekaný a nežádoucí význam a divák je uveden v omyl. Takový snímek je nepoužitelný, pokud zmatečný prvek nejde z obrazu odstranit.
Konkrétními kompozičními prvky jsou linie a křivky; zobrazují vizuální cestu, která oku umožňuje pohybovat se v obrazu. Dále to jsou tvary a objekty, které jsou dány geometrickým vymezením oblastí hran.

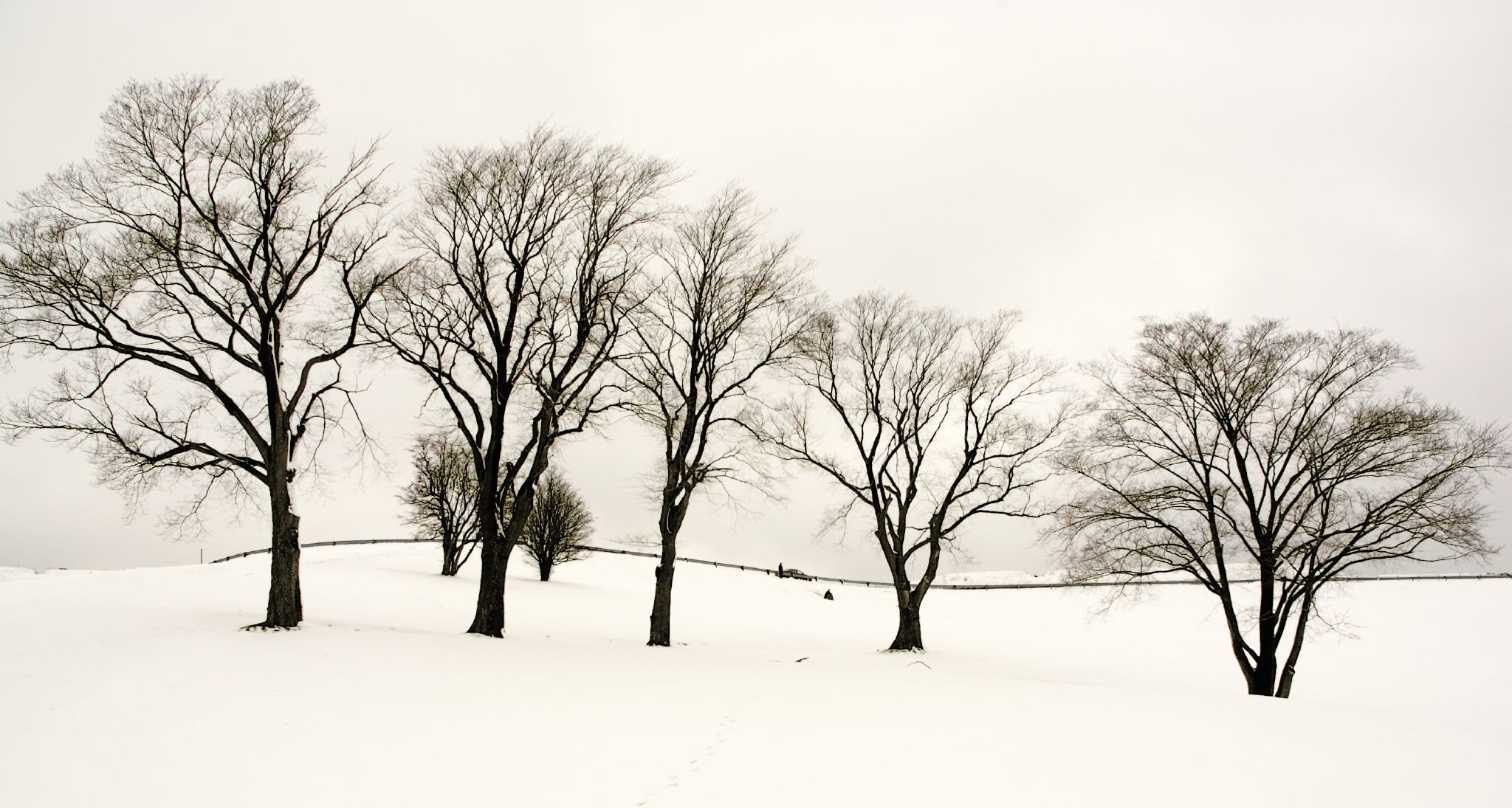
Pět hlavních prvků
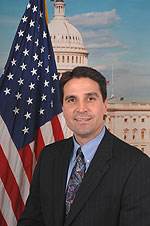
Hlavním prvkem je kongresman, vedlejším vlajka a budova Kapitolu
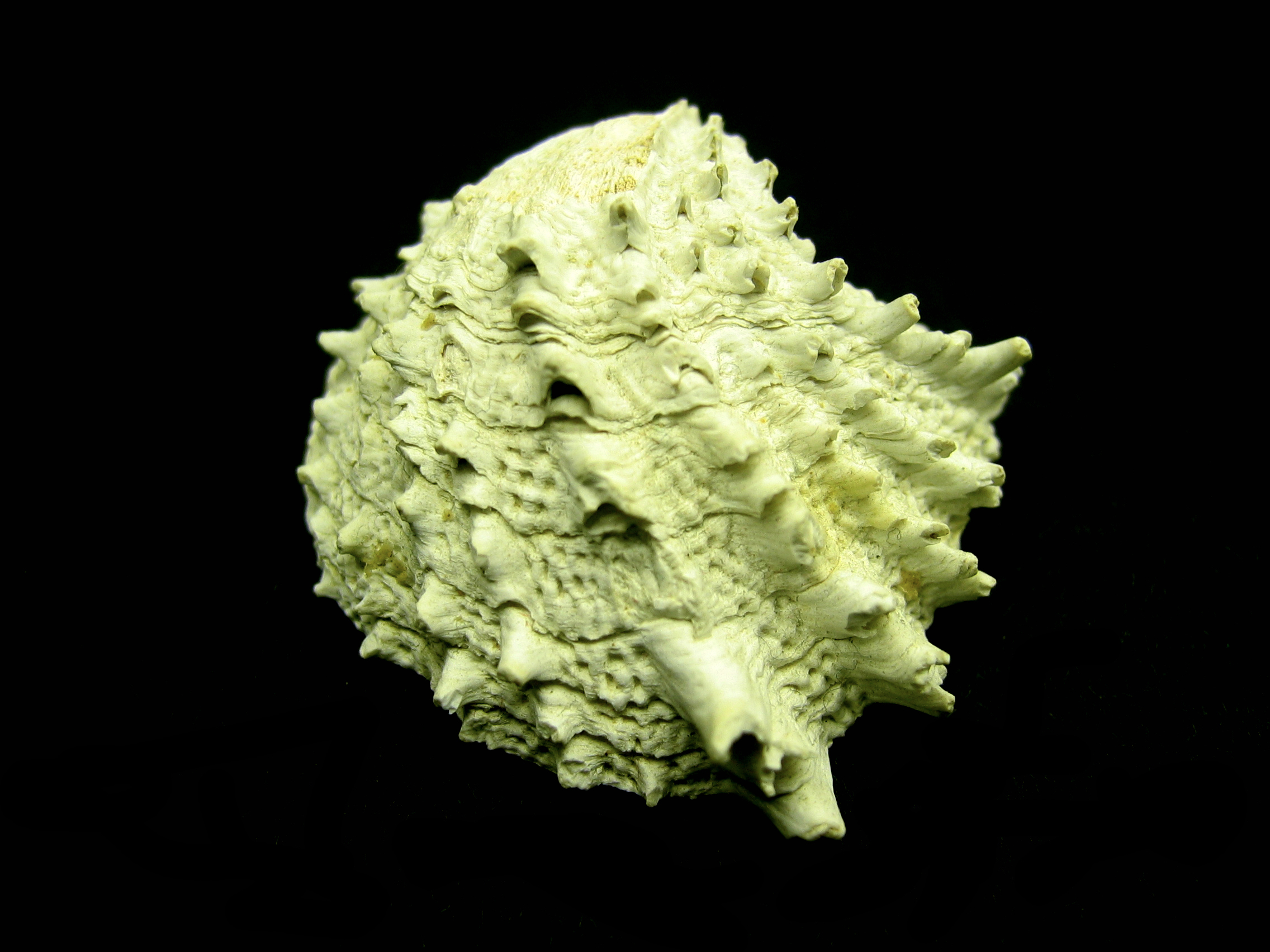
Jeden hlavní prvek